# BW Papersystems Hamburg
Die BW Papersystems Hamburg GmbH mit Sitz in Wedel ist ein Unternehmen für Maschinen für die Papier herstellende und verarbeitende Industrie. Das Unternehmen ist einer der vier deutschen Standorte von BW Papersystems, einer Division des amerikanischen Barry-Wehmiller Konzerns.
Unter der Marke WillPemcoBielomatik (entstanden aus den ursprünglichen Marken E.C.H. Will, Pemco und bielomatik) entwickelt und baut BW Papersystems Hamburg Maschinen und Systeme für die Papierindustrie. Im Bereich Kleinformatschneideanlagen, auf denen z. B. Kopierpapier hergestellt wird, hat das Unternehmen einen weltweit führenden Marktanteil. Auch Maschinen zur Schulheftherstellung gehören zum Produktprogramm.

## Produkte und Dienstleistungen
Das Produktprogramm der Marke WillPemcoBielomatik umfasst Kleinformatschneider und komplette Verpackungslinien für die Herstellung von Kopierpapier (2–16 Nutzen), Hochleistungs-Großformatschneider für Papier und Karton sowie Formatschneideanlagen der Marke SHM und Verpackungen der Marke Wrapmatic für großformatiges Papier. Des Weiteren gehören vollautomatische Verarbeitungslinien für die Herstellung von Schulheften und linierten und unlinierten Großbögen sowie eine Verarbeitungslösung für die industrielle Verarbeitung von digital gedruckten Büchern zum Portfolio.

## Geschichte
Das Unternehmen wurde 1866 von Eduard Christian Heinrich Will unter dem Namen E.C.H. Will gegründet mit Firmensitz in der Ludolfstraße 19 später bekannt als das Willsche Haus. 1946 übernahm dessen Großenkelin Annelise Will die Firma. 1970 wurde die E.C.H. Will GmbH von der Körber AG erworben, die am 1. Januar 2012 wieder ausstieg und E.C.H. Will gemeinsam mit den Schwesterfirmen Pemco Inc. und Kugler-Womako GmbH an eine Investorengruppe veräußerte, die von der Münchner Orlando Management AG beraten wurde. Nachdem sich die Holdinggesellschaft Papersystems Holding GmbH sowie die deutschen Unternehmen im Juni 2013 unter das Schutzschirmverfahren begeben mussten, erwarb die Körber AG die Anteile zurück, so dass ein Insolvenzverfahren abgewendet werden konnte.
Im Juni 2014 verkaufte die Körber AG das Unternehmen erneut, gemeinsam mit der Kugler-Womako GmbH und Pemco Inc. Käufer war die Firma MarquipWardUnited, Inc., ein Unternehmen des amerikanischen Barry-Wehmiller-Konzerns. Damit wurden die rund 350 Mitarbeiter der drei Unternehmen Teil des Barry-Wehmiller-Konzerns mit weltweit über 8000 Mitarbeitern. E.C.H. Will, Pemco und Kugler-Womako wurden Teil des neu gegründeten Unternehmens BW Papersystems, das damit weltweit führender Anbieter von Papierschneide- und Papierverpackungsmaschinen wurde und Lösungen für Anwendungen aller Art für Papierhersteller, Papierverarbeiter und Hersteller von Verpackungen anbieten kann.
Nach dem Erwerb des Papierbereiches der insolventen bielomatik Leuze GmbH + Co. KG im Herbst 2015 wurde die Marke WillPemcoBielomatik erschaffen – als Kombination aus E.C.H. Will, Pemco und bielomatik.
2016 feierte BW Papersystems Hamburg das 150-jährige Jubiläum seiner ursprünglichen Marke E.C.H. Will.
2018 erwirbt das Unternehmen die Rotationsschneidetechnologie der Firma Questec zum Schneiden von sehr dünnen Papier- und Folienbahnen.